# باشگاه فوتبال دپورتیوو ساپریسا
دپورتیوو ساپریسا یک باشگاه فوتبال است که در سن خوان د تیباس، سان خوزه مستقر است و بازی‌های خانگی خود را در ورزشگاه ریکاردو ساپریسا آیما انجام می‌دهد. رنگ‌های مشخص این تیم بنفش (بورگوندی) و سفید است. این تیم نماینده اصلی پایتخت است، اما با این تمایز که به‌طور گسترده در سراسر کشور و خارج از کشور دنبال می‌شود. این باشگاه در سال ۱۹۳۵ تأسیس شد و از سال ۱۹۴۹ در دسته اول کاستاریکا شرکت کرده‌است. نام این تیم از یکی از بنیانگذاران اصلی باشگاه، ریکاردو ساپریسا گرفته شده‌است. یکی از محبوب‌ترین نام‌های مستعار برای تیم هیولای بنفش است که به سال ۱۹۸۷ برمی‌گردد، زمانی که روزنامه کاستاریکایی دیاریو اکسترا به دلیل طرفداران بسیار زیاد باشگاه، این نام مستعار را در طول دربی به تیم داد. یک خبرنگار اظهار داشت که دریای هواداران حاضر در ورزشگاه ریکاردو ساپریسا آیما در تیباس با لباس بنفش و سر و صدای فوق‌العاده‌ای که ایجاد می‌کردند، باعث شد او احساس کند «در حضور یک هیولای هزار سر» قرار دارد. ساپریسا بلافاصله نام مستعار هیولای بنفش را برگزید. این تیم پرهوادارترین تیم فوتبال در کل منطقه است.
ساپریسا ۴۰ قهرمانی لیگ برتر کاستاریکا، از جمله شش عنوان ملی متوالی در دهه ۷۰ را به دست آورد. این تیم یکی از موفق‌ترین تیم‌ها در منطقه کونکاکاف است که سه بار قهرمان جام قهرمانان کونکاکاف شده‌است. ساپریسا همچنین پنج قهرمانی در جام اونکاف اینترکلوب کسب کرده‌است.
برای بازه زمانی ۱ سپتامبر ۲۰۰۷ تا ۳۱ اوت ۲۰۰۸، این باشگاه توسط فدراسیون بین‌المللی تاریخ و آمار فوتبال، سازمانی که توسط فیفا به رسمیت شناخته شده‌است، در رده ۱۰۶ بهترین تیم جهان قرار گرفت.
ساپریسا در دهه‌های اخیر با سه مقام اول و چهار نایب قهرمانی، مرتباً در فینال‌های جام قهرمانان کونکاکاف حضور داشته‌است. یکی از برجسته‌ترین لحظات باشگاه در سال ۲۰۰۵ بود که ساپریسا دومین باشگاهی در کونکاکاف شد که در جام باشگاه‌های جهان به مقام سوم رسید و به همراه باشگاه مکزیکی نیکاکسا در سال ۲۰۰۰، مونتری در سال ۲۰۱۲ و پاچوکا در سال ۲۰۱۷ تنها تیم‌های آمریکای شمالی هستند که به این مقام دست یافتند.
این باشگاه توسط فدراسیون بین‌المللی تاریخ و آمار فوتبال به عنوان تیم کونکاکاف در قرن بیستم انتخاب شد. این رویداد به ساپریسا شهرت جهانی داد. شریک اصلی آنها یک کنسرسیوم سرمایه‌گذاری کاستاریکا به نام افق بنفش است که عمدتاً از خوان کارلوس روخاس کالان، ادگار زورچر و تله‌ویسورا د کاستاریکا تشکیل شده‌است.

## تاریخچه
دپورتیوو ساپریسا در ۱۶ ژوئیه ۱۹۳۵ توسط روبرتو فرناندز تأسیس شد که نام تیم خود را به نام مردی که از لباس آنها حمایت می‌کرد، دون ریکاردو ساپریسا آیما نامگذاری کرد. این باشگاه با نام باشگاه فوتبال ساپریسا وارد دسته سوم کاستاریکا شد. آنها به لیگ برتر کاستاریکا صعود کردند و اولین بازی خود را در لیگ برتر در ۲۱ اوت ۱۹۴۹ انجام دادند. در آن سال ساپریسا در واقع در اولین بازی فینال مقابل ژیمناستیکا اسپانیولا با نتیجه ۳–۰ پیروز شد و سپس بازی خارج از خانه را با نتیجه ۶–۲ باخت؛ تا در بازی سوم دوباره با نتیجه ۲–۱ شکست بخورد. آنها در رده ۱ به عنوان لطف اعطا شده توسط دستگاه اداری آن زمان پذیرفته شدند. یکی از برجسته‌ترین دستاوردهای سال‌های اولیه آنها، کسب عناوین دسته سوم و دوم بدون شکست بود. این باشگاه از آن زمان تاکنون در لیگ برتر کاستاریکا باقی مانده‌است.

### رویدادهای اخیر
در سال ۲۰۰۳، اکثر سهام باشگاه توسط کارآفرین مکزیکی خورخه ورگارا، مالک باشگاه فوتبال مکزیکی گوادالاخارا و بلافاصله پس از آن اپراتور باشگاه فوتبال لیگ برتر ایالات متحده باشگاه دپورتیوو چیواس خریداری شد.
ساپریسا در سال ۲۰۰۵ جام قهرمانان کونکاکاف را با شکست باشگاه مکزیکی اونام در دو بازی فینال در مه ۲۰۰۵ به‌دست‌آورد. به عنوان قهرمان باشگاهی کونکاکاف، آنها به مسابقات قهرمانی باشگاه‌های جهان ۲۰۰۵ که در ژاپن در دسامبر ۲۰۰۵ برگزار شد، راه یافتند. آنها در مرحله یک چهارم نهایی به لطف گل کریستین بولانوس، باشگاه استرالیایی سیدنی را شکست دادند. آنها در نیمه نهایی با نتیجه ۳–۰ توسط باشگاه انگلیسی لیورپول شکست خوردند که در آن سال قهرمان لیگ قهرمانان اروپا بود و آن را به قوی‌ترین تیم اروپا تبدیل کرد. در بازی سوم، الاتحاد عربستان را با نتیجه ۳–۲ شکست داد. آلوارو سابوریو دو گل به ثمر رساند و رونالد گومز در دقیقه ۸۹ گل پایانی شگفت‌انگیزی را از ضربه ایستگاهی به ثمر رساند تا پیروزی را قطعی کند. آنها مسابقات را در جایگاه سوم پشت سر سائوپائولو برزیل و لیورپول به پایان رساندند. سابوریو بهترین گلزن مشترک بود و بولانوس توپ برنز را از سوی فیفا به عنوان سومین بازیکن برتر مسابقات از بین ۵ تیم دریافت کرد.

## ورزشگاه

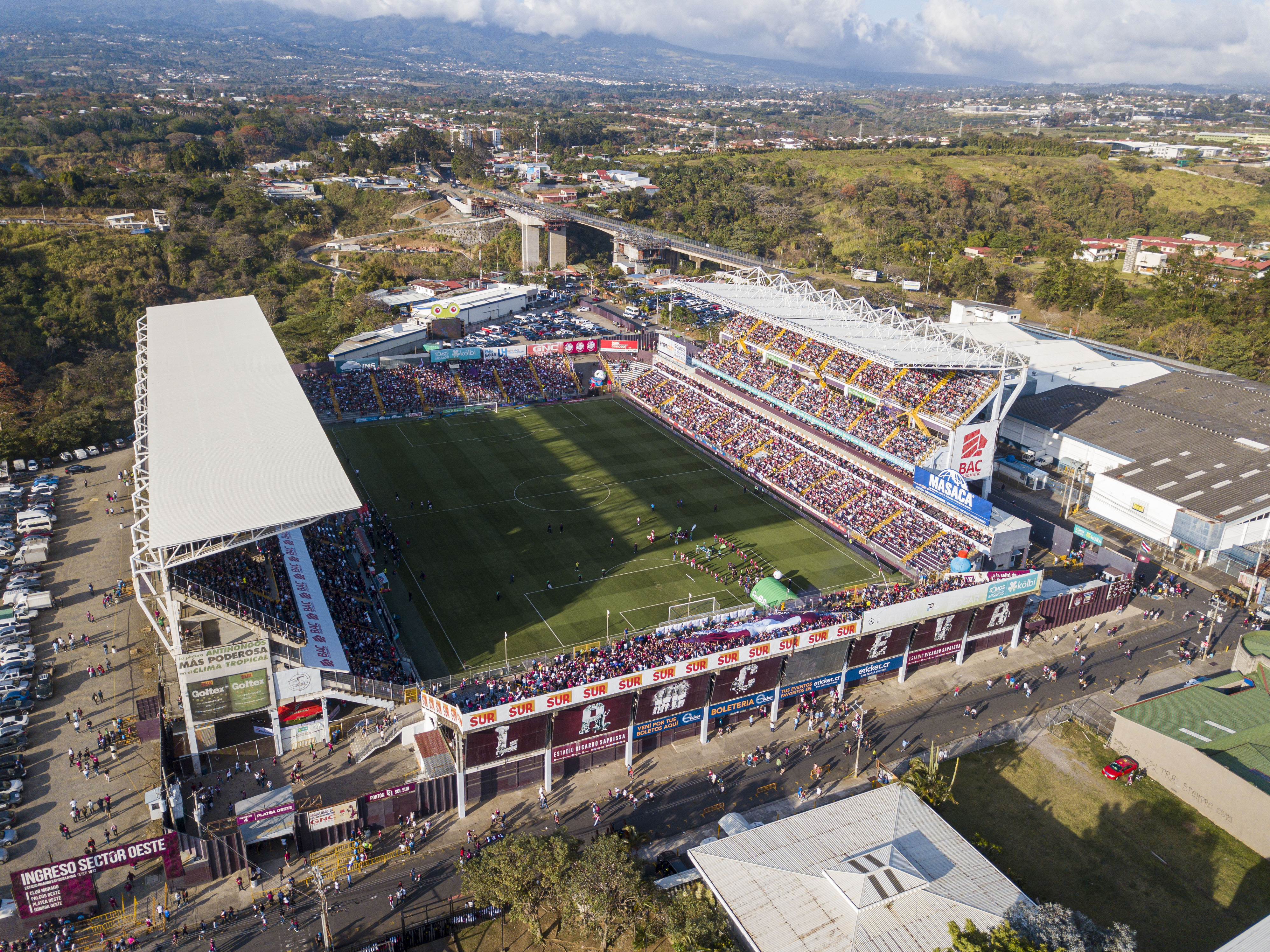
ورزشگاه ریکاردو ساپریسا

ساپریسا بازی‌های خانگی را در ورزشگاه ریکاردو ساپریسا آیما به نام ریکاردو ساپریسا انجام می‌دهد. آنها در ابتدا در ورزشگاه ملی کاستاریکا بازی می‌کردند که آن را اجاره و به اشتراک گذاشتند.
یک مکان جدید برای یک ورزشگاه در سال ۱۹۶۵ خریداری شد و در ۲۷ اوت ۱۹۷۲ پس از شش سال ساخت و ساز و ارتقاء، ورزشگاه ریکاردو ساپریسا رسماً افتتاح شد. اولین بازی بین ساپریسا و کامیونیکاسیونس گواتمالا برگزار شد. این مسابقه با تساوی ۱–۱ با پیتر سندووال از کامیونیکاسیونس به پایان رسید که اولین گل را در ورزشگاه جدید به ثمر رساند.
این ورزشگاه ریکاردو ساپریسا آیما نام دارد که به نام بنیانگذار باشگاه نامگذاری شده‌است. مجسمه نیم تنه دون ریکاردو در یکی از گوشه‌های ورزشگاه وجود دارد. نام مستعار این ورزشگاه، لانه هیولاست که پس از نام مستعار باشگاه، هیولای بنفش است. ظرفیت ۲۴٬۰۰۰ صندلی دارد و کوه‌های محلی و مرکز شهر سن خوزه مشرف به آن هستند.
این ورزشگاه در سطح بین‌المللی شهرت زیادی دارد، به خصوص بین همه تیم‌های ملی که مقابل کاستاریکا بازی می‌کنند.

## هواداران

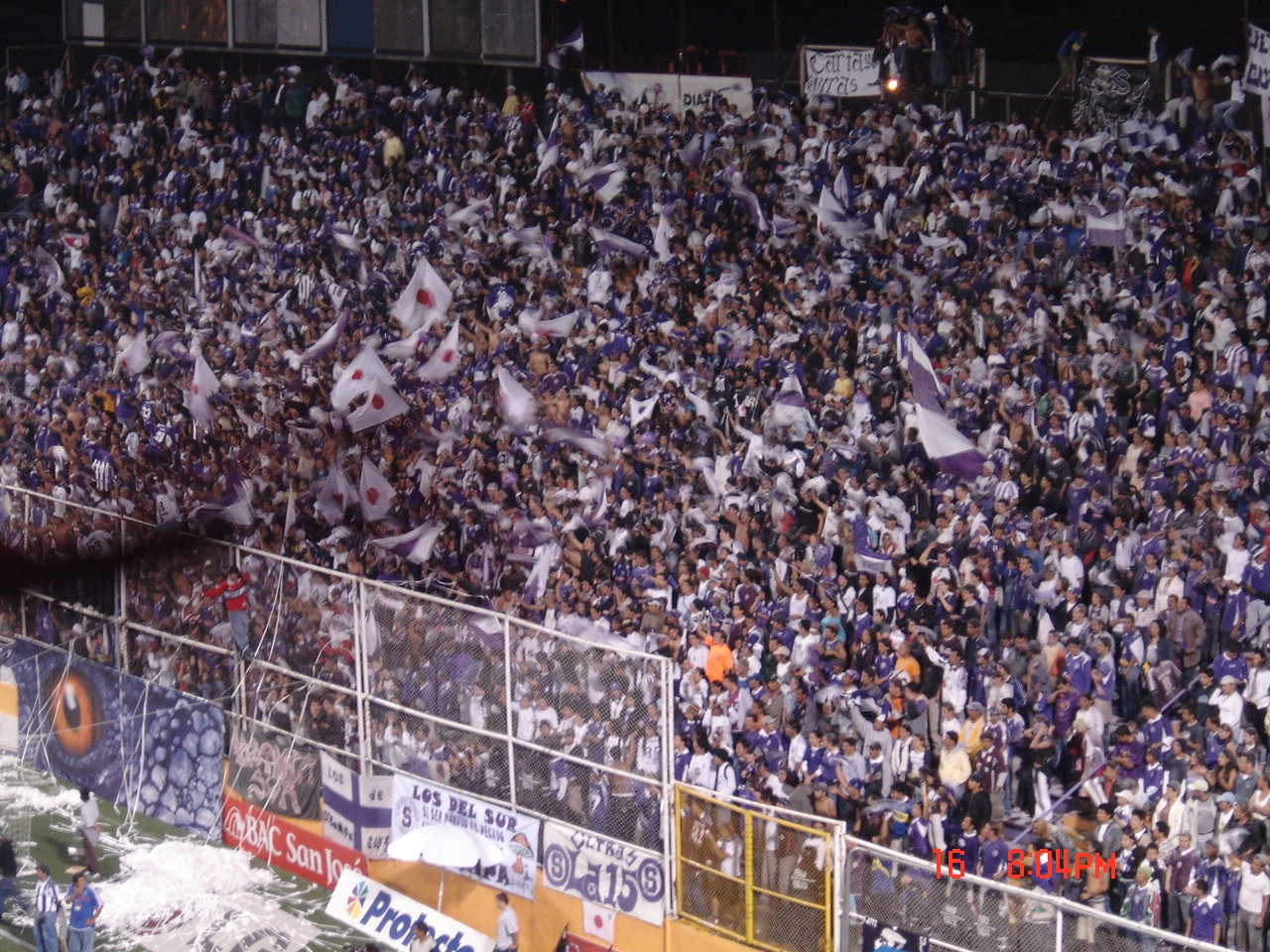
هواداران ساپریسا

لا اولترا مورادا (بنفش‌های اولترا) رادیکال‌ترین گروه هواداران باشگاه است، حتی اگر به عنوان بخشی رسمی از باشگاه شناخته نشده باشد. این گروه همیشه در ضلع جنوبی ورزشگاه قرار دارد. لا اولترا مورادا به عنوان یک «گروه اولترا» یا «جنبش اولترا» طبقه‌بندی می‌شود، که شبیه به چیزی است که بیشتر برای خارجی‌ها به عنوان «اولیگان» شناخته می‌شود. حتی اگر اعضای لا اولترا مورادا یا به سادگی لا اولترا با ایجاد یک جو پرشور در طول مسابقات بر حمایت خود از باشگاه تأکید می‌کنند. این گروه اولین گروه اولتراها در کاستاریکا بود که در سال ۱۹۹۵ هنگامی که انریکه آرتینیانو، رئیس وقت ساپریسا، هواداران باشگاه فوتبال شیلیایی یونیورسیداد کاتولیکا را برای کمک به ساخت یک گروه اولتراهای مشابه در لوس کروزادوس خود برای ساپریسا آورد، تشکیل شد. در اواسط تا اواخر دهه ۱۹۹۰، زمانی که در طول بازی‌ها خشونت با طرفداران مخالف شروع شد، اولتراها شروع به ایجاد تصویری از هولیگان‌های فوتبال کردند. با توجه به فضای منفی و پوشش مطبوعاتی، مقامات ساپریسا وارد عمل شدند تا نظم را به گروهی که برای ایجاد آن کمک کرده بودند بازگردانند. این گروه به گروه‌های کوچکتری به نام پنیا تقسیم می‌شود. آنها سبک یک گروه کلاسیک اولتراها را حفظ می‌کنند، با آوازها، خوانندگان، نمایش‌های پیرو (شعله‌های آتش و باروت)، پرچم‌های فراوان، بنرهای غول‌پیکر، و ضربات ثابت یک درام باس بزرگ.
با این حال، چندین گروه هوادار مختلف دیگر وجود دارند که از نظر قانونی توسط باشگاه به رسمیت شناخته شده‌اند. این گروه‌ها مناطق مختلفی را در ورزشگاه اشغال می‌کنند و عمدتاً گروه‌هایی هستند که با حمل‌ونقل، کالاهای اصلی و نمایش‌های عظیم برای تیم در طول یک بازی سازماندهی می‌شوند (آب‌ها، بادکنک‌ها، بنرها، شراره‌ها و غیره).

## افتخارات

### داخلی
- لیگ برتر کاستاریکا: ۴۰ قهرمانی
- مسابقات قهرمانی شورت کاستاریکا: ۸ قهرمانی
- جام حذفی کاستاریکا: ۷ قهرمانی
- سوپر جام کاستاریکا: ۴ قهرمانی
- لیگ دسته دوم کاستاریکا: ۱ قهرمانی
- لیگ دسته سوم کاستاریکا: ۱ قهرمانی

### بین‌المللی
لیگ قهرمانان کونکاکاف: ۳۶ حضور
- ۳ قهرمانی: ۱۹۹۳، ۱۹۹۵، ۲۰۰۵
- ۳ نایب قهرمانی: ۱۹۷۳، ۲۰۰۴، ۲۰۰۸

لیگ کونکاکاف: ۳ حضور
- ۱ قهرمانی: ۲۰۱۹
- ۱ نایب قهرمانی: ۲۰۲۰

جام اونکاف اینترکلوب: ۱۷ حضور
- ۵ قهرمانی: ۱۹۷۲، ۱۹۷۳، ۱۹۷۸، ۱۹۹۸، ۲۰۰۳
- ۷ نایب قهرمانی: ۱۹۷۱، ۱۹۷۴، ۱۹۹۶، ۱۹۹۷، ۲۰۰۱، ۲۰۰۴، ۲۰۰۷

کوپا اینترامریکانا: ۲ حضور
- ۲ نایب قهرمانی: ۱۹۹۳، ۱۹۹۵

قهرمانی آمریکای مرکزی کونکاکاف: ۱ حضور
- ۱ قهرمانی: ۱۹۷۰

جام کمل ایالات متحده: ۱ حضور
- ۱ قهرمانی: ۱۹۸۵

جام باشگاه‌های جهان: ۱ حضور
- ۱ مقام سوم: ۲۰۰۵